# American Football League (1936)
Die American Football League (AFL II) war eine von 1936 bis 1937 operierende Profiliga für American Football in den Vereinigten Staaten.

## Geschichte
Die Gründung der AFL II wurde am 15. November 1935 von Harry March, einem langjährigen Personaldirektor der New York Giants, bekannt gegeben. In der Folge bewarben sich 15 Städte um ein Team, wovon acht ausgewählt wurden. Die Zahl verringerte sich jedoch noch vor Saisonbeginn auf sechs, da Philadelphia, Providence und Jersey City absprangen und nur Brooklyn neu hinzu gelangte. Die Mannschaften siedelten sich vor allem in bereits von der NFL erschlossenen Gebieten an, einzig Cleveland hatte kein NFL-Team in der Umgebung. Ihre Spieler rekrutierten die Teams vor allem aus dem College, jedoch wurden auch einige NFL-Stars abgeworben. Neben Harry Newman und Sid Gillman war vor allem der spätere Hall-of-Famer Ken Strong ein prestigeträchtiger Gewinn. Strong erhielt für den Wechsel in die Konkurrenzliga von der NFL sogar eine 5-Jahres-Sperre. Nach fünf Spielen in der Saison zogen die Syracuse Braves nach Rochester, gaben jedoch nach der Saison bereits den Spielbetrieb auf. Die AFL-Mannschaften verloren nach der ersten Saison allesamt Geld, dennoch hatte die Liga einen Einfluss auf die NFL. Diese nahm für eine Gebühr von 10.000 $ die Cleveland Rams auf und die Boston Redskins zogen nach Washington um. Als Ersatz für die Braves wurden die Cincinnati Bengals gegründet, welche jedoch nichts mit den erst in der AFL IV gegründeten, noch heute existierenden Cincinnati Bengals zu tun hatten. Die Rams wurden durch die Los Angeles Bulldogs ersetzt, welche jedoch die Liga in der zweiten Saison derart dominierten, dass kein anderes Team eine Siegquote über 50 % erzielte. Aufgrund der Einseitigkeit und der geringen Wirtschaftlichkeit wurde die Liga im Anschluss aufgelöst.

## Tabellen

### 1936
| Team                      | S | N | U | SQ    | P+  | P−  |
| ------------------------- | - | - | - | ----- | --- | --- |
| Boston Shamrocks          | 8 | 3 | 0 | 0,727 | 133 | 97  |
| Cleveland Rams            | 5 | 2 | 2 | 0,714 | 123 | 77  |
| New York Yankees          | 5 | 3 | 2 | 0,625 | 75  | 74  |
| Pittsburgh Americans      | 3 | 2 | 1 | 0,600 | 78  | 65  |
| Syracuse/Rochester Braves | 1 | 6 | 0 | 0,147 | 51  | 113 |
| Brooklyn/Rochester Tigers | 0 | 6 | 1 | 0,000 | 58  | 82  |

### 1937
| Team                 | S | N | U | SQ    | P+  | P−  |
| -------------------- | - | - | - | ----- | --- | --- |
| Los Angeles Bulldogs | 8 | 0 | 0 | 1,000 | 219 | 69  |
| Rochester Tigers     | 3 | 3 | 1 | 0,500 | 94  | 115 |
| New York Yankees     | 2 | 3 | 1 | 0,400 | 57  | 115 |
| Cincinnati Bengals   | 2 | 3 | 2 | 0,400 | 102 | 89  |
| Boston Shamrocks     | 2 | 5 | 0 | 0,286 | 76  | 98  |
| Pittsburgh Americans | 0 | 3 | 0 | 0,000 | 7   | 69  |

## All-Stars
In der ersten Saison wurden keine All-Stars gewählt, 1937 jedoch schon. Die Wahl erfolgte wahrscheinlich durch die Trainer, wie es zur damaligen Zeit üblich war.
| Position    | Name             | Team        |
| ----------- | ---------------- | ----------- |
| End         | Bill Moore       | Los Angeles |
| Tackle      | Bill Steinkemper | Cincinnati  |
| Guard       | Pete Mehringer   | Los Angeles |
| Center      | Lee Mulleneaux   | Cincinnati  |
| Guard       | Alex Drobnitch   | New York    |
| Tackle      | Harry Fields     | Los Angeles |
| End         | Red Fleming      | Boston      |
| Quarterback | Harry Newman     | Rochester   |
| Halfback    | Don Geyer        | Cincinnati  |
| Halfback    | Al Nichelini     | Los Angeles |
| Fullback    | Gordon Gore      | Los Angeles |